# Nordmannsgran
Nordmannsgran (Abies nordmanniana) som ofta säljs som kungsgran i julgranssammanhang, är en odlad prydnadsgran i ädelgranssläktet, Abies, vilket är flera olika träd i familjen tallväxter.
Dess barr är 2-4 cm långa. Knopparna är utan kåda. Kottarna har en vass spets, upp till 18 centimeter långa. Den kommer från Kaukasus.
Artens ursprungliga utbredningsområde ligger i Kaukasus och angränsande bergstrakter i Turkiet, Azerbajdzjan, Armenien, Georgien och Ryssland. Den växer mellan 500 och 2000 meter över havet. Trädet bildar skogar där inga andra större träd ingår eller det hittas tillsammans med orientgran, bok, tall och svarttall.
De flesta kungsgranar som säljs som julgranar i Sverige importeras från odlingar i Danmark.
Kungsgranen har fått sitt namn av att Skogshögskolans, sedermera Sveriges lantbruksuniversitets, jägmästarstudenter genom Skogshögskolas studentkårs försorg årligen skänker ett antal kungsgranar till Kungliga slottet i Stockholm. Traditionen började på 1960-talet.
Underarten Abies nordmanniana equi-trojani hotas av skogsröjningar, bränder och surt regn. Andra populationer är inte hotade. IUCN listar arten som livskraftig (LC).